# Parasyrisca polchaninovae
Parasyrisca polchaninovae (лат.) — вид пауков из семейства гнафозиды (Gnaphosidae). Эндемик Монголии. Назван в честь украинского арахнолога Нины Ю. Полчаниновой (Харьков, Украина). Длина тела самцов от 8,0 до 9,7 мм, длина карапакса от 3,3 до 4,2 мм, его ширина от 2,5 до 3,2 мм. Длина самок около 6 мм (длина карапакса 3,0 мм, ширина 2,4 мм). Основная окраска тела буроватая.
Вид P. polchaninovae был впервые описан в 2019 году российскими арахнологами: Юрием Марусиком (Магадан), Александром Фомичёвым (Барнаул) и Михаилом Омелько (Владивосток). Parasyrisca polchaninovae включён в видовую группу Parasyrsca potanini, сходен с таксоном Parasyrisca khubsugul.